# Dryopteris burnatii
Dryopteris burnatii là một loài dương xỉ trong họ Dryopteridaceae. Loài này được Christ & Wilczek mô tả khoa học đầu tiên năm 1913.
Danh pháp khoa học của loài này chưa được làm sáng tỏ. 